# The Album (Jonas Brothers)
The Album è il sesto album in studio del gruppo musicale statunitense Jonas Brothers, pubblicato il 12 maggio 2023.

## Tracce
1. Miracle – 2:21 (Nicholas Jonas, Joseph Jonas, Kevin Jonas II, Jonathan Bellion, Jordan K. Johnson, Stefan Johnson, Alexander Izquierdo, Peter Nappi, Jason Cornet)
2. Montana Sky – 2:49 (N. Jonas, J. Jonas, K. Jonas, Bellion, J. Johnson, S. Johnson, Nappi, Cornet, Gregory Hein, James Gutch)
3. Wings – 1:58 (N. Jonas, J. Jonas, K. Jonas, Bellion, J. Johnson, S. Johnson, Nappi, Cornet, Clyde Lawrence, Jordan Cohen)
4. Sail Away – 3:12 (N. Jonas, J. Jonas, K. Jonas, Bellion, J. Johnson, S. Johnson, Nappi, Cornet, Michael Pollack, Calle Lehmann)
5. Americana – 2:00 (N. Jonas, J. Jonas, K. Jonas, Bellion, J. Johnson, S. Johnson, Izquierdo, Nappi, Cornet)
6. Celebrate! – 2:06 (N. Jonas, J. Jonas, K. Jonas, Bellion, J. Johnson, S. Johnson, Izquierdo, Nappi, Cornet, Pollack)
7. Waffle House – 2:25 (N. Jonas, J. Jonas, K. Jonas, Bellion, Nappi, Cornet, Daniel Tashian, Ido Zmishlany, Johnny Simpson, Hein)
8. Vacation Eyes – 3:32 (N. Jonas, J. Jonas, K. Jonas, Bellion, Nappi, Cornet)
9. Summer in the Hamptons – 2:07 (N. Jonas, J. Jonas, K. Jonas, Bellion, Nappi, Cornet, Hein, Felicia Ferraro, Elisha Noll)
10. Summer Baby – 2:41 (N. Jonas, J. Jonas, K. Jonas, Bellion, J. Johnson, S. Johnson, Nappi, Cornet, Pollack, Hein)
11. Little Bird – 3:09 (N. Jonas, J. Jonas, K. Jonas, Bellion, J. Johnson, S. Johnson, Nappi, Cornet, Pollack, Hein)
12. Walls (featuring Jon Bellion) – 4:26 (N. Jonas, J. Jonas, K. Jonas, Bellion, Nappi, Cornet, Simpson, Lawrence, Cohen, Ferraro, Andrea Rosario, Douglas Davis)

## Formazione
Jonas Brothers
- Nick Jonas – voce, cori, basso
- Joe Jonas – voce, cori
- Kevin Jonas – chitarra, cori (traccia 10)

Altri musicisti
- TenRoc – tastiera, programmazione (tutte le tracce); basso (1, 3–12), chitarra (1, 3, 7, 9–12), cori (6, 9, 10, 12); archi (10); batteria (12)
- Pete Nappi – chitarra, tastiera, programmazione (tutte le tracce); basso (2, 4), mandolino (2); cori, archi (10)
- Jon Bellion – voce (12), cori (1–4, 6, 8–11), tastiera (3, 4, 8, 9, 12), programmazione (4)
- Rebecca Perea – violoncello (1, 8)
- Marcus Brodsky – viola (1, 8)
- Jaycee Cardoso – violino (1, 8)
- Andrew Perea – violino (1, 8)
- Alex Sievren – archi (1)
- Alex Palazzo – chitarra (2)
- The Monsters & Strangerz – programmazione (2–11)
  - Jordan Johnson – cori (10)
  - Stefan Johnson – cori (10)
- Clyde Lawrence – basso (3, 11, 12), tastiera (3, 8), programmazione (3), cori (4), melodica (8); batteria, chitarra, programmazione (12)
- Jordan Cohen – tastiera (3), programmazione (3), cori (4, 12)
- Explicit – cori (6)
- Michael Pollack – cori (6, 10), tastiera (6, 11)
- Richie Cannata – sassofono (6)
- Mark Miller – trombone (6)
- Brad Mason – tromba (6)
- Taylor Nohs – cori (9)
- Gregory "Aldae" Hein – cori (10)
- Sarah Cornet – cori (12)
- Colin Brittain – chitarra (12)
- Johnny Simpson – tastiera, programmazione (12)

## Classifiche
| Classifica (2023) | Posizione raggiunta |
| ----------------- | ------------------- |
| Regno Unito       | 3                   |
| Stati Uniti       | 3                   |